# William Wilde
Pour les articles homonymes, voir Wilde.
William Robert Wills Wilde (mars 1815 à Kilkeevin - 19 avril 1876 à Galway) est un chirurgien oto-ophtalmologue irlandais, et l'auteur d'ouvrages sur la médecine, l'archéologie et le folklore, notamment concernant son Irlande natale. Il est le père d'Oscar Wilde.

## Biographie

### Premières années et études
William Wilde naît à Kilkeevin, près de Castlerea dans le comté de Roscommon. Troisième fils d'un médecin de campagne Thomas Wills Wilde et de sa femme Amelia Flynne, il a deux soeurs. Sa famille est membre de l'Église d'Irlande et descend d'un Hollandais, le colonel de Wilde, qui se rend en Irlande avec l'armée d'invasion du roi Guillaume d'Orange en 1690.
Il suit des études à l'école diocésaine d'Elphin, dans le comté de Roscommon. Contrairement à ses deux frères aînés qui suivent une carrière dans l'église, William choisit une carrière médicale. En 1832, Wilde devient apprenti chez Abraham Colles, le chirurgien irlandais prééminent de l'époque, au Dr Steevens' Hospital de Dublin. Il est également formé par les chirurgiens James Cusack, Sir Philip Crampton et le médecin Sir Henry Marsh. William étudie également à l'école privée et très respectée d'anatomie, de médecine et de chirurgie de Park Street (plus tard Lincoln Place), à Dublin. En 1837, il obtient son diplôme de médecine du Royal College of Surgeons d'Irlande.
Il complète son apprentissage par une année d'obstétrique au Rotunde Hospital où il obtient la meilleure note à l'examen final. Son mentor, le Dr Robert Graves, lui suggère de poursuivre son apprentissage à l'étranger en acceptant le poste de médecin personnel d'un marchand écossais tuberculeux qui envisage de se lancer dans un long voyage de neuf mois autour de la Méditerranée. A bord du navire Crusader, William dissèque des marsouins. En Egypte, il trouve les restes momifiés d'un nain et recupère son torse pour le ramener en Irlande. Il collectionne également les ibis embaumés.
A son retour, il rédige un livre en deux volumes sur les habitudes d'allaitement des marsouins, et un récit de voyage intitulé The Narrative of a Voyage to Madeira, Tenerife, and Along the Shores of the Mediterranean. Il publie un article dans le Dublin University Magazine suggérant que l'une des « Aiguilles de Cléopâtre » soit transportée en Angleterre (en 1878, l'une des Aiguilles est finalement transportée jusqu'à Londres, et en 1880 l'autre est transportée à la New Central Park de York).
Il est introduit par une lettre de son amie Maria Edgeworth dans les plus hauts cercles intellectuels d'Europe. Il poursuit sa formation médicale à Londres, Vienne, Munich, Prague, Dresde et Heidelberg.

### Carrière

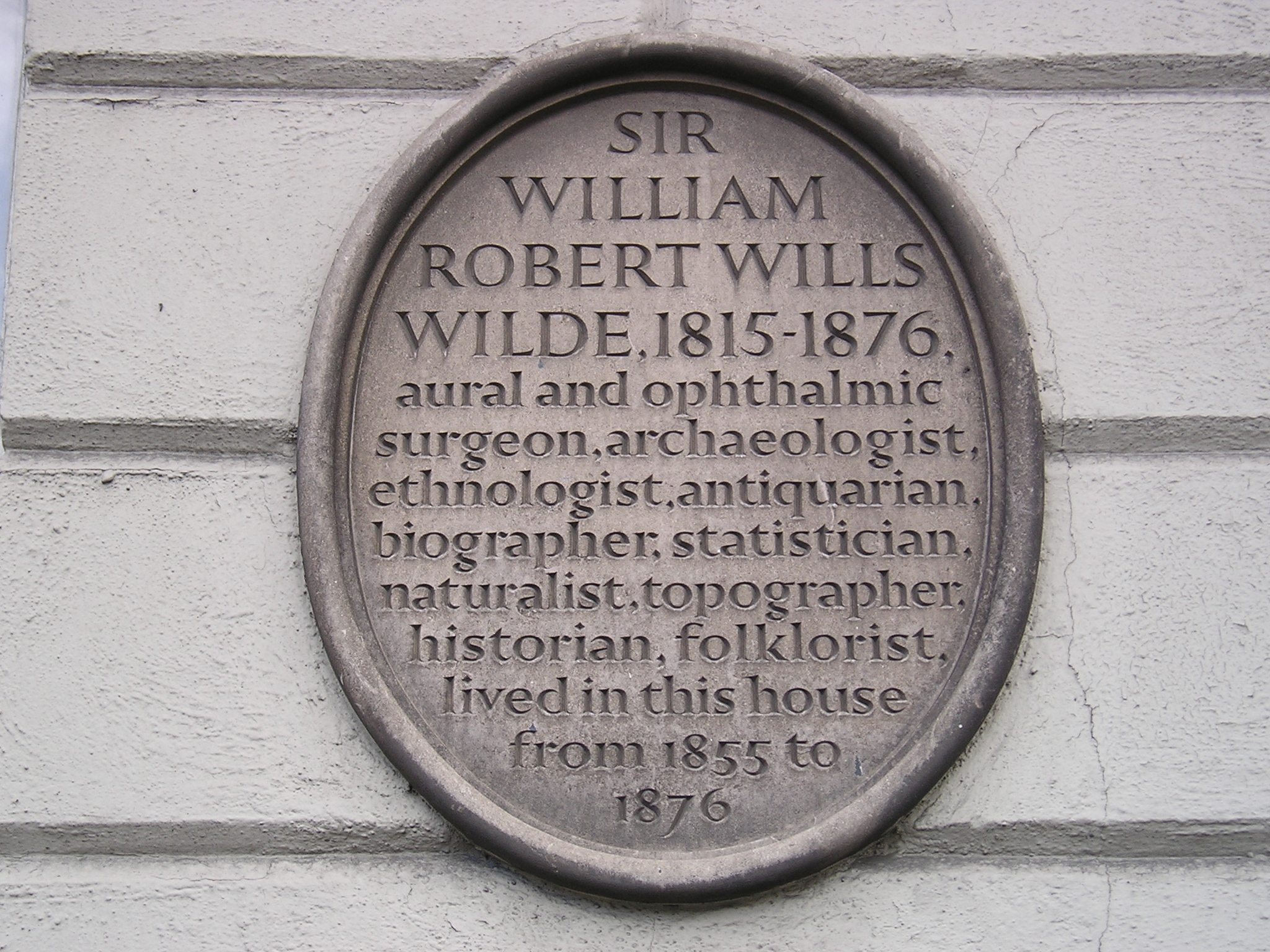
Inscription commémorant Sir William Wilde sur la maison de 1, Merrion Square à Dublin.

Il ouvre une clinique dans sa maison au 15 Westland Row et convertit une écurie abandonnée en dispensaire pour le traitement des affections des yeux et des oreilles. En 1841, il devient médecin délégué au recensement irlandais. En 1844, il fonde le St-Mark's Hospital and Dispensary for Diseases of the Eye and Ear, le premier hôpital à enseigner la chirurgie auditive dans les îles britanniques. Il est nommé oculiste de la reine Victoria. Il opère le père d'un dramaturge irlandais célèbre, George Bernard Shaw.
En 1845, il cofonde et édite le Dublin Quaterly Journal of Medical Science. Il écrit divers ouvrages et articles : médicaux, ethnologiques, archéologiques et historiques. William est aussi secrétaire au Foreign Correspondence pour la Royal Irish Academy.
William est assisté par son fils naturel, Henry Wilson. La présence de Wilson permet à William de voyager et il visite la Scandinavie, où il reçoit un diplôme honorifique d'Uppsala, et il est accueilli à Stockholm par Anders Retzius. Le roi Karl XV de Suède lui confère le Nordstjärneorden (l'Ordre de l'Étoile Polaire). En 1853, il est nommé chirurgien oculiste de la reine en Irlande, le premier poste du genre, probablement créé pour lui.
La mère de Bram Stoker, Charlotte (en), partage une mission philanthropique avec William Wilde en faveur des « sourds-muets » en Irlande. Le 13 mai 1863, Charlotte Stoker lit un article sur « la nécessité d'une disposition de l'État pour l'éducation des sourds-muets » de la Statistical and Social Inquiry Society of Ireland, l'une des rares organisations irlandaises qui encouragent les femmes, en tant que membres associés, à présenter des articles et débattre de questions sociales sur un pied d'égalité avec les hommes. William, membre fondateur de la société, contribue à la discussion et soutient la mission de Charlotte avec des faits et des chiffres tirés de son rapport de recensement.
Le 28 janvier 1964, William est fait chevalier en reconnaissance de ses services à la profession médicale et de son rôle clé dans la compilation des statistiques de recensement lors d'une cérémonie au château de Dublin. En 1873, il reçoit la médaille d'or Cunningham de la Royal Irish Academy.

### Mariage avecJane Elgeeet enfants

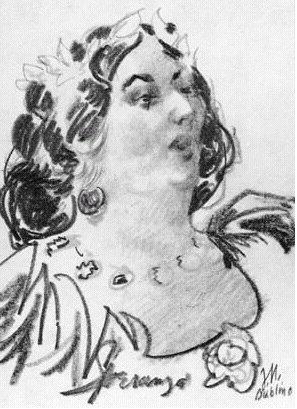
Portrait de Jane Elgee, Lady Wilde, par J. Morosini.

Avant son mariage, il a trois enfants illégitimes : Henry Wilson né en 1838, qui se fait passer pour son neveu, Emily née en 1847 et Mary née en 1849 qui vivent toutes deux sous la garde du frère de William, Ralph le recteur de l'Église d'Irlande à Drumsna, dans le comté de Monaghan. La mère inconnue (ou une des mères inconnues) tient une « petite boutique en chêne noir » à Dublin.
Dr William Wilde inclut dans son ouvrage The Beauties of the Boyne, and its Tributary, the Blackwater une citation du poème de Speranza « Ruins ». Reconnaissante, celle-ci fait une critique élogieuse de cet « auteur accompli » dans The Nation le 15 septembre 1849.
Le 12 novembre 1851, à huit heures du matin, William Wilde et l'oncle de Jane Elgee, John Elgee, arrivent au 34 Leeson Street où ils viennent chercher Jane pour le mariage qui a lieu à neuf heures à l'église Saint-Peter à Aungier Street. Le deuil de Sarah Kingsbury, mère de Jane, empêche les mariés de célébrer un mariage trop fastueux. Les quelques invités, principalement de la famille, prennent ensuite la route de Glebe House où ils prennent ensemble un petit-déjeuner de fête. Dans une lettre à Emily Warren, l'oncle John Elgee écrit :  « Si elle avait épousé un homme d'esprit inférieur, il serait tombé dans l'insignifiance ou leur lutte pour la supériorité aurait été terrible ». Du haut de son presque mètre 80 (6 feet), elle dépasse son mari plus svelte. Jane Wilde décrit William à son ami John Hilson : « C'est une célébrité - un homme éminent dans sa profession, d'une intelligence aiguë et d'un grand savoir, le meilleur causeur de notre métropole, et auteur de nombreux livres, littéraires et scientifiques ».
Le premier enfant de William et Jane, William Charles Kingsbury Wills Wilde naît le 26 septembre 1852. Leur second fils, Oscar Fingal O'Flahertie Wills Wilde naît le 16 octobre 1854. Celui-ci doit son prénom original à son parrain le roi de Suède Oscar II, que William soigne. Leur fille Isola Francesca Emily nait le 2 avril 1857.
En 1855, la famille déménage au 1, Merrion Square, une grande maison d'angle dans l'un des quartiers les plus en vogue de la ville. Jane la décrit comme ayant « de belles chambres et la meilleure situation à Dublin ». La famille engage six domestiques, une gouvernante allemande et une servante française : tant William que Jane tiennent à favoriser la maîtrise des langues chez leurs enfants. Le troisième étage sert de cabinet de consultation, relié par un escalier de service au bureau de William, un sanctuaire où il se retire pour écrire en paix. Le 1, Merrion Square sert maintenant de siège à l'American College de Dublin. Le bâtiment porte le nom d'Oscar Wilde House.

### Opinions politiques
William abhorre les inégalités qui persistent dans la société irlandaise et s'insurge contre « l'économie injuste que l'Échiquier anglais a toujours déployée contre l'Irlande ». Dans son rôle de médecin délégué au recensement irlandais de 1841, et plus tard, en tant que délégué adjoint pour le recensement de 1851, il est témoin de la dévastation causée par la famine. Il accuse les propriétaires et les gouverneurs d'Irlande de ne pas avoir amélioré le sort de ses citoyens et se désespère de la vague d'émigration qui a emmené les plus valides à l'étranger. En tant que médecin, il est en première ligne face au fléau des épidémies, qui remplissent les hôpitaux au-delà de leurs capacités. Selon lui, le malheur irlandais trouve son origine dans les plantations des XVIe et XVIIe siècles lorsque « les simples Irlandais étaient jetés comme des loups dans des contrées sauvages dans les forteresses de Donegal et de Connaught, sans que leur état soit amélioré d'un iota en deux siècles ».
Dans l'introduction de l'ouvrage posthume de son mari Memoir of Gabriel Béranger, Jane Wilde admire la façon dont son époux « le docteur Mor (le grand Docteur comme ils l'appelaient) » avait « ramené la joie et l'espoir dans de nombreux foyers » en soignant les maux des pauvres en échange d'une histoire ou d'un artefact.

### Caractère ombrageux

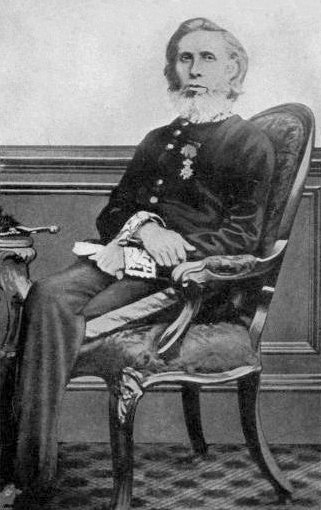

La mort du mentor et ami de William, Robert Graves, en mars 1853, le bouleverse. Non seulement cet homme brillant a supervisé la formation médicale de son jeune étudiant, mais il l'a également soigné avec succès pour un asthme sévère et des accès débilitants de fièvre typhoïde. Surmené, épuisé et assailli par le chagrin, William devient de plus en plus morose, poussant Jane à déplorer que, bien qu'il soit si brillant dans la société, il ait : « une nature privée étrange, nerveuse, hypocondriaque que le monde ne voit jamais - seulement moi et souvent elle me rend misérable, car je ne sais pas comment faire face à des maux fantastiques, même si je pourrais supporter avec grandeur une véritable calamité ». Quand elle lui demande ce qui pourrait le rendre heureux, « il répond la mort ». Bien que profondément inquiète, Jane est disposée à s'adapter au « tempérament de génie capricieux, turbulent et terrible » de William. Elle croit que des hommes aussi brillants que son mari, et, avec le temps, son fils, sont « des masses de force émotionnelle, des alternances d'impulsions violentes et de désespoir silencieux ».
Au cours de l'été 1855, il tombe malade et semble incapable de se reposer. La seule chose qui le réconforte est sa profonde affinité pour l'ouest de l'Irlande. En 1853, il loue neuf acres de terres isolées à Illaunroe sur les rives du Lough Fee, où il construit un modeste pavillon de chasse qui lui permet de se retirer du monde.
Lorsque Willie a six ans, Jane embauche une gouvernante anglaise, ce qui lui permet de voyager avec William. Au cours de l'automne 1859, ils visitent la Scandinavie et l'Allemagne. En mai 1862, les enfants attrapent tous la coqueluche et la famille passe quelques semaines dans le Connemara. Jane emmène les enfants dans la station balnéaire de Bray, où William possède quatre maisons mitoyennes en bord de mer. Ils reviennent à Bray en avril 1863, cette fois accompagnés d'une nouvelle gouvernante suisse.

### Affaire Mary Josephine Travers

#### Evolution de la relation de Mary et William
Le samedi 22 juillet 1854, une jeune fille de dix-neuf ans aux cheveux noirs, accompagnée de sa mère, entre dans le cabinet de William. Elle apporte une lettre du Dr William Stokes, un ami des deux familles, confirmant qu'elle souffre de problèmes d'audition. Mary est la fille aînée du Dr Robert Travers, professeur de jurisprudence médicale à Trinity College, médecin au South Dublin Cholera Hospital et conservateur adjoint de la bibliothèque de l'archevêque Marsh, la première bibliothèque publique d'Irlande. C'est un homme taciturne et studieux, très respecté mais peu aimé. William prend Mary comme patiente, et ne lui facture pas le traitement au nom du fait qu'elle est la fille d'un collègue. Au cours de nombreux rendez-vous hebdomadaires, William et Mary sympathisent. Elle lui raconte notamment ses problèmes familiaux : ses parents viennent de se séparer, son père, absorbé par son travail, s'occupe peu de ses cinq enfants, elle s'entend peu avec sa mère et ses deux frères partis en Australie lui manquent. Elle recherche la compagnie masculine.
Après son traitement, William et Mary continuent de se voir. Avec l'accord de son père, Mary corrige quelques manuscrits de William, et William lui conseille des ouvrages pour parfaire son éducation. Ils débutent une correspondance. William décrit son comportement comme paternel, tandis que Mary estime qu'une intimité se développe entre eux. Il lui offre un abonnement pour la Dublin Exhibition et ils assistent à plusieurs événements ensemble. Lorsque le conseil de la Queen's University s'installe au château de Dublin pour décerner des diplômes pour la première fois, Mary est là à l'invitation de William. William remarque que Mary a peu de moyens financiers et commence à lui prêter de petites sommes d'argent qu'elle tente de rembourser sur sa modeste allocation de £4 et un quart. William s'intéresse de façon inappropriée à son apparence, commentant ses chapeaux et lui proposant de lui acheter des robes : « Il fait un temps épouvantable : procurez-vous des vêtements chauds et des sous-vêtements et un manchon chaud ». Elle achète « une robe et des billets pour un bal maçonnique » avec l'argent qu'il lui prête.
En février 1862, d'après Mary, alors qu'ils sont seuls dans le bureau de William, celui-ci l'embrasse et refuse de la laisser partir tant qu'elle ne l'aura pas appelé par son prénom. Un peu plus tard, il lui envoie une lettre : « Excusez-moi, je suis pitoyable. Venez me voir ». Lorsqu'Oscar, âgé de 8 ans, tombe gravement malade, William attribue son rétablissement à un rêve qu'il a fait dans lequel Mary soigne le petit garçon. Mary souhaite rejoindre ses frères en Australie, William l'encourage et paye le voyage. Arrivée à Liverpool en avril, elle fait cependant marche arrière, prétextant un problème de couchette. Plusieurs semaines plus tard, elle repart puis revient de nouveau en cours de route. Jane et Mary se disputent plusieurs fois au cours de l'été. Mary envoie une lettre à William réclamant la restitution d'une photographie qu'il lui aurait volée et déclare : « vous ne serez plus dérangée par moi ». William montre la lettre à Jane qui restitue à Mary la photo.

#### Accusations de viol
Mary accuse William de l'avoir violée le 14 octobre 1862. Seule avec elle dans la salle de consultation, William lui aurait demandé s'il pouvait examiner une brûlure qu'elle avait dans le cou depuis l'enfance. Lorsqu'elle aurait accepté, il aurait profité de l'occasion pour l'étrangler jusqu'à ce qu'elle perde connaissance, et la violer. Lorsqu'elle aurait repris ses esprits, il lui aurait conseillé de se reposer à l'étage le temps d'aller suffisamment mieux pour partir. Par la suite, il lui aurait envoyé de nombreuses lettres d'excuses et d'explication, certaines qu'elle n'aurait pas ouvertes. Il lui aurait acheté une robe qu'elle aurait refusée, même lorsqu'il aurait déchiré celle qu'elle portait pour la convaincre d'accepter.
Au cours des jours qui suivent, William est attristé par le changement de comportement de Mary : « Amour et haine - sourires éclatants, joie et gaieté - tristesse, chagrin et douleur » écrit-il après l'avoir vue rire avec des amis avant de se renfrogner en le voyant s'approcher. Il semble craintif : « Gardez le silence, ma chère, pendant un moment, et réfléchissez à ce qu'il y a de mieux à faire. Je suis complètement insomniaque. Je compatis avec vous mais vous ne compatissez pas avec moi ». Certain qu'elle souhaite se venger, il semble résigné à son sort : « Que vous ayez fait tout ce que vous dites, je n'en doute pas. La vengeance sera et doit être accomplie à sa juste mesure... Je comprends qu'il faut la subir tôt ou tard... Ce que vous souhaitez faire, je ne peux le deviner, je vous prie de me le dire ». Les lettres de William sont de plus en plus inquiètes : « Il y a de la folie dans vos yeux. La nuit je pense à vous et je ne parviens pas à dormir. Je suis convaincu que vous allez exploser un jour ».
Le dimanche 25 janvier 1863, après une dispute violente, Mary sort du bureau de William bouleversée. Elle revient avec une bouteille de deux onces de laudanum qu'elle boit devant lui. Convaincu qu'elle souhaite l'accuser de l'avoir empoisonnée, il a la présence d'esprit de rédiger une ordonnance pour un émétique au zinc et la suit chez un apothicaire afin de s'assurer qu'elle l'ingère. Ensuite, il insiste pour qu'elle présente l'incident comme un accident et lui conseille de rester chez des amis, ce qu'elle fait. Cet été-là, le désespoir de Mary se transforme en colère. Elle écrit à William qu'elle appelle « vieux fou méchant ». Le comportement de Mary devient de plus en plus vindicatif. Elle verse un mélange d'ail et d'eau sur le mouchoir de William et dans les porte-savons de son cabinet.
En juillet, William part dans l'ouest de l'Irlande pour superviser la construction d'une nouvelle villa sur 170 acres à Moytura, près de Cong dans le comté de Mayo. Alors que Jane est à Bray avec leurs enfants, elle recoit un dessin de cercueil de la part de Mary. Mary écrit un pamphlet intitulé Florence Boyle Price, or a Warning qu'elle signe « Speranza », le nom de plume de Jane : elle y raconte l'histoire du Dr Quilp qui use de chloroforme pour endormir et violer Florence. Mary ajoute : « il est triste de penser qu'en ce XIXe siècle une dame ne doit pas s'aventurer dans le cabinet d'un médecin sans garde du corps ». Mary fait imprimer son pamphlet en 1000 exemplaires et le distribue. Mary fait publier ses écrits calomineux dans le Dublin Weekly Advertiser, toujours sous le pseudonyme de Jane. Elle harcèle William pour de l'argent, lui demandant une fois de l'apporter chez elle, où il semble qu'elle fait en sorte qu'un domestique soit témoin de leur conversation. William refuse : « Pour vous venger d'un affront imaginaire, vous vous êtes efforcée de blesser votre meilleur ami et avez œuvré à ennuyer les autres par tous les moyens en votre pouvoir. Ne vous laissez pas tout à fait guider par la vengeance personnelle, ou ce diable d'imprimeur, qui a été trop souvent à vos côtés ces derniers temps ».
Le 27 avril 1864, William et Jane arrivent au Metropolitan Hall, Abbey Street, où il doit présenter « Ireland, Past and Present, the Land and the People », l'une des conférences commandées par la Young Men's Christian Association. Alors qu'ils descendent de leur voiture, Jane entend des cris proclamant « Lettre de Sir William Wilde » et remarque cinq vendeurs de journaux portant des pancartes arborant les mots « Sir William Wilde et Speranza ». L'un sonne une cloche pour attirer l'attention. Ils vendent des exemplaires de Florence Boyle Price à un sou chacun, mais cette nouvelle version contient une feuille volante imprimée avec des passages des lettres de William à Mary et une déclaration qui dit : « Cette brochure contient, sous la forme d'un conte, une version modifiée, écourtée mais en aucun cas un récit exagéré de la conduite de M. (maintenant Sir) W. R. Wilde ». Un ami tente d'en attraper autant qu'il peut, mais plusieurs douzaines de journaux sont tout de même vendus dans la soirée. Mary persuade l'éditeur de Saunders Newsletter de publier une lettre signée « Requérante », spéculant sur la cause du chahut et soulignant : « La brochure est en circulation depuis six mois et son exactitude n'a pas été mise en doute ». Désespéré, William lui envoie une lettre laconique et formelle : « Miss Travers, que souhaitez-vous obtenir avec la publication d'un paquet de lettres stupides ? Veuillez le préciser ».

#### Procès deJane Wilde
Harcelée jusqu'à Bray où elle s'est retirée avec Isola, Jane écrit une lettre à Robert Travers :
« Monsieur - Vous n'êtes peut-être pas au courant de la conduite peu recommandable de votre fille à Bray, où elle fréquente tous les petits garçons de journaux, les employant à diffuser des pancartes offensantes dans lesquelles elle indique qu'elle a eu une intrigue avec Sir William Wilde. Si elle veut se déshonorer, ce n'est pas mon affaire, mais comme son espoir en m'insultant est d'extorquer de l'argent, ce qu'elle a tenté plusieurs fois de faire avec Sir William Wilde, et avec des menaces de plus en plus agacées, je pense qu'il est juste de vous informer qu'aucune menace ou insulte supplémentaire ne pourra jamais nous extorquer quoi que ce soit ».
Lorsque Mary découvre la lettre de Jane dans une armoire non verrouillée trois semaines plus tard, elle la remet à son avocat Robert H. Irvine, qui signifie une assignation à Jane, demandant  £2000 de dommages et intérêts pour diffamation. En vertu d'un principe de droit qui tient un mari responsable des délits commis par sa femme, William est joint au procès. Lorsque l'affaire s'ouvre devant les quatre tribunaux de Dublin le lundi 12 décembre 1864, la requérante et les défendeurs sont représentés par des avocats particulièrement onéreux : Isaac Butt et le sergent Richard Armstrong représentent Mary Travers, tandis que les Wilde sont représentés par le sergent Edward Sullivan, futur lord grand chancelier d'Irlande, et Michael Morris, plus tard lord juge en chef.
Toute l'Irlande est fascinée par l'affaire. L'Irish Times affirme qu'elle « a secoué la société à Dublin comme un coup de tonnerre ». Les journaux et leurs longs articles sont si prisés qu'on dit qu'un marché florissant émerge pour obtenir des copies d'occasion. Lorsque l'accusation s'ouvre devant une salle d'audience bondée, le sergent Armstrong accuse la lettre de Jane d'être diffamatoire et de très mal refléter le « caractère et la chasteté » de sa cliente. Pour lui le viol n'est plus à prouver, déclarant à propos de Mary : « Elle est entrée vierge. Mais elle n'est jamais repartie vierge », une mauvaise paraphrase de la chanson d'Ophelia dans Hamlet de Shakespeare. Quand Armstrong interprète les références de Jane à la fréquentation par Mary des vendeurs de journaux comme des accusations claires de prostitution, elle nie, soulignant que les garçons en question n'avaient que « dix ou douze ans ».
Le sergent Sullivan rétorque que Mary Travers était une connaissance de Lady Wilde qui « a pris ombrage de certains prétendus affronts qu'elle pensait s'être vu infligés, et à partir de ce moment-là, elle a conçu le désir de l'insulter et de l'ennuyer, de divers manières et moyens ». Il dépeint la relation de Mary avec William comme une amitié sentimentale, un homme bienveillant plus âgé s'intéressant généreusement à une jeune femme négligée par son propre père. Il parle de l'angoisse et des nuits blanches que Jane a subies. Il s'efforce d'exposer les nombreuses divergences dans le récit de Mary sur le viol présumé. Il lui semble tout à fait invraisemblable qu'une « femme violée » ne divulgue pas cet outrage pendant deux ans, mais continue à fréquenter l'agresseur.
Isaac Butt soutient que l'intérêt de William pour Mary était innocent au début mais, après qu'ils se sont impliqués émotionnellement, plutôt que d'admettre la vérité, William a laissé sa femme seule face à une accusation de diffamation. Sa description de Jane comme une « Dame irlandaise de génie et d'intellect » est accueillie par de chaleureux applaudissements. Butt adopte une approche moins sympathique lorsqu'il l'interroge, la dépeignant comme une épouse impitoyable qui a rejeté les véritables griefs d'une jeune femme vulnérable blessée par son mari. Jane assure au tribunal qu'elle le considère innocent de tout acte répréhensible et lui apporte son soutien total.
Le jury met moins de deux heures pour statuer en faveur de Mary, mais ils l'humilient en lui accordant la somme dérisoire d'un centime de dommages et intérêts.

#### Soutien populaire
Les coûts s'élevant à bien plus que les £2000 initialement demandées sont attribués aux Wilde. Ils sauvent leur réputation, mais à un prix très élevé. L'opinion populaire est avec eux.
La profession médicale soutient globalement William, mais celui-ci vit mal de voir ses affaires privées diffusées à une si large audience. Bien qu'il n'ait eu aucune obligation de prendre la parole, Butt fait grand cas de son refus : « Si l'histoire de Mary n'est pas vraie, pourquoi Sir William Wilde n'est-il pas venu la contredire ? Voulez-vous la condamner alors que l'homme qui vous demande de croire qu'elle est parjure rechigne à entrer ici et à prêter serment, le serment que doivent prêter douze autres gentilshommes irlandais ? ».
La presse qualifie Mary Travers de « capricieuse » et condamne son comportement « scandaleux », « peu féminin », « vulgaire » et « dégradant ». En juin 1865, elle poursuit Saunders Newsletter pour avoir laissé entendre qu'elle s'était parjurée. Cette fois, le jury met moins d'une demi-heure pour se prononcer contre elle. À la mort de son père en 1888, elle demande une aide financière au Royal College of Physicians au motif qu'elle dépendait entièrement de ses revenus. Lorsqu'on lui refuse, elle et sa jeune sœur Emily demandent à être admises au Kingston College, une institution caritative pour les pauvres située à Mitchelstown, dans le comté de Cork. Elle y meurt en 1919, à l'âge de 83 ans.

### Mort de ses filles

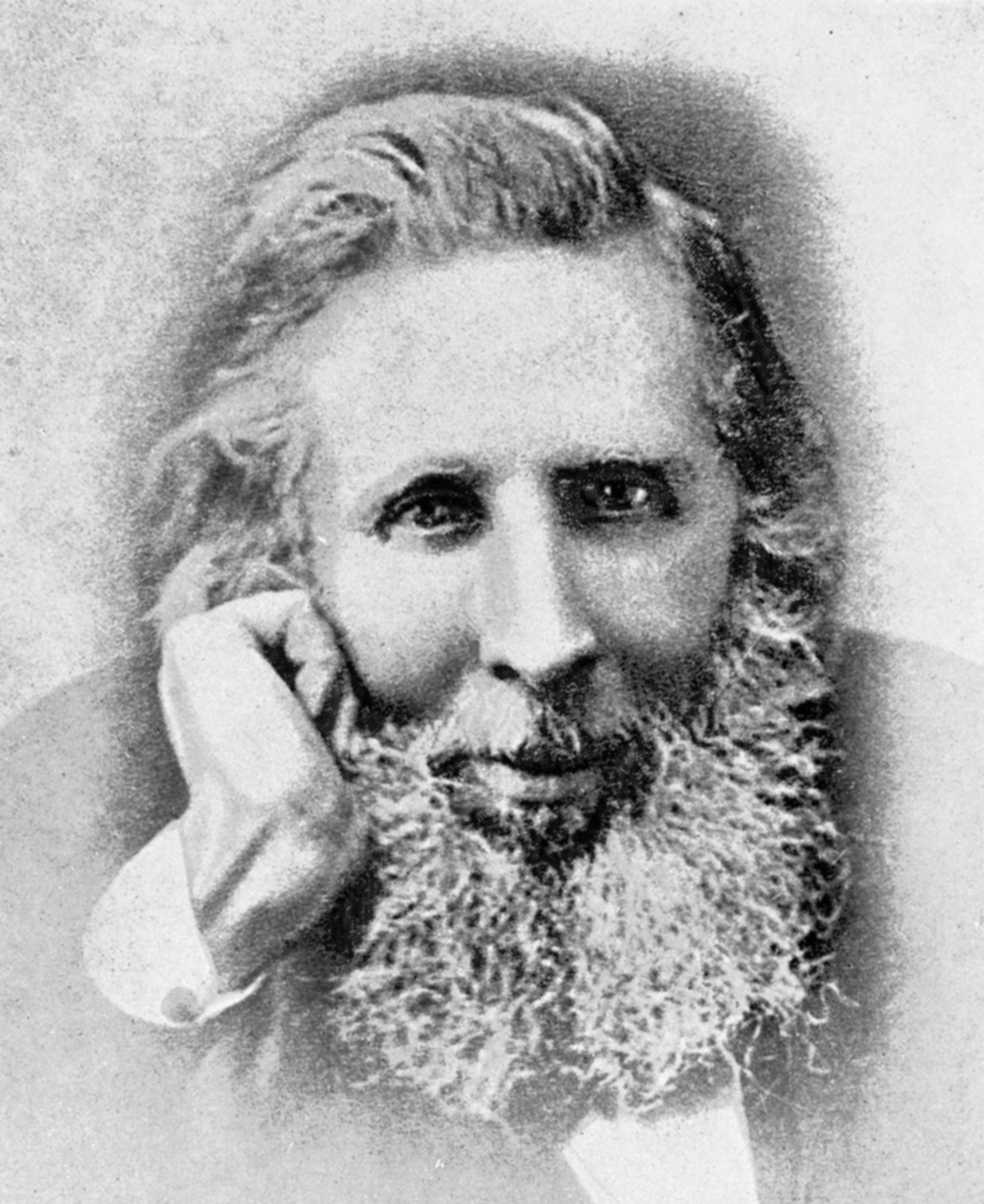

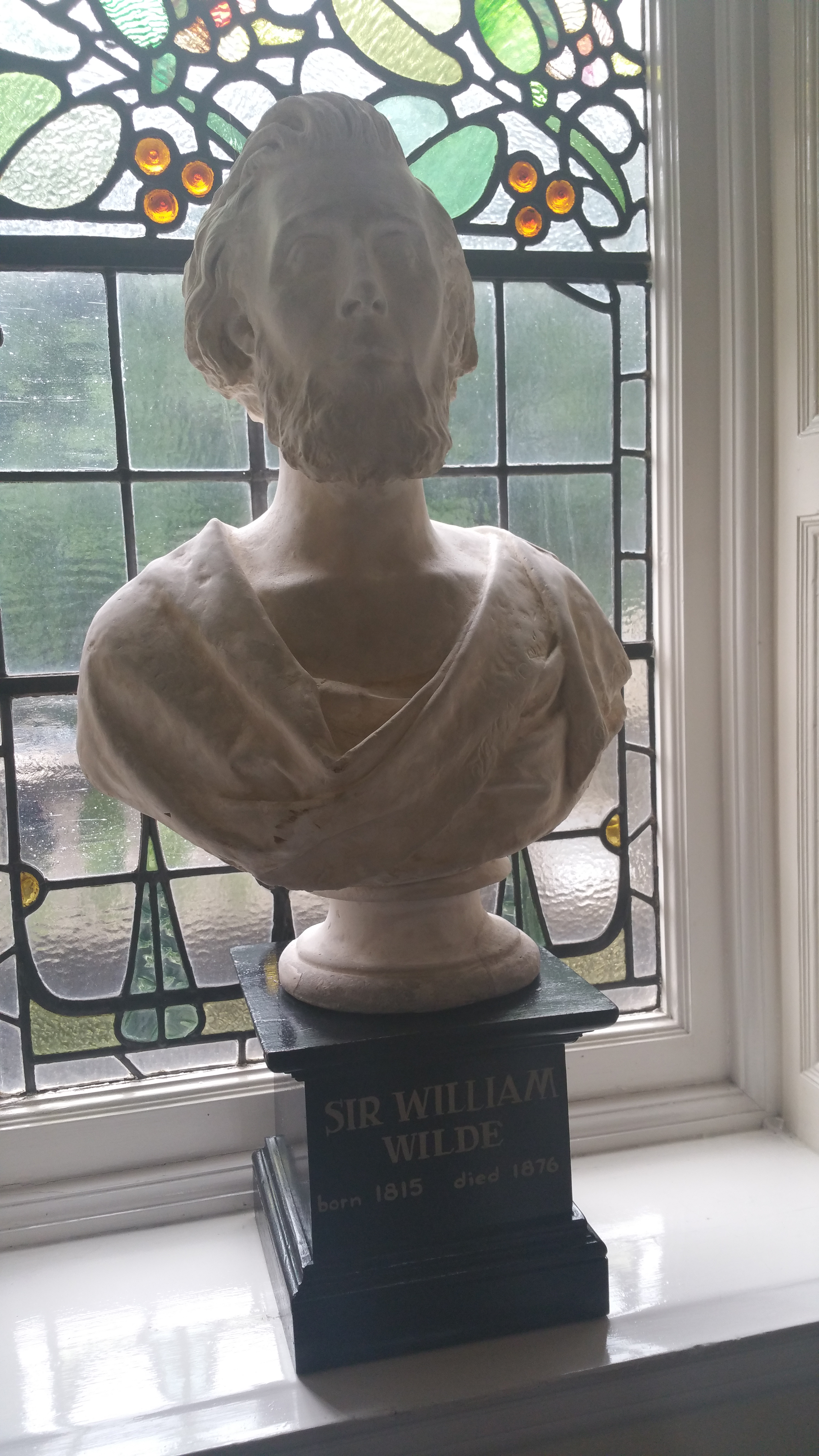
Un buste en marbre de William Wilde sur l'escalier principal du Royal Victoria Eye and Ear Hospital à Dublin.

En février 1867, la petite Isola, qui a eu de la fièvre mais semblait bien se rétablir, est envoyée chez sa tante Margaret Noble, la sœur de William et épouse du révérend William Noble, au Glebe à Edgeworthstown dans le comté de Longford. Le 23 février, deux mois avant son dixième anniversaire, la santé d'Isola se détériore de façon dramatique. William et Jane partent à son chevet aussi vite qu'ils le peuvent, mais elle meurt en quelques heures. William érige un monument en l'honneur de sa fille disparue dans les jardins de sa maison Moytura et s'y retire aussi souvent que possible. Le médecin qui soigne Isola pendant ses derniers jours la décrit comme « l'enfant la plus douée et la plus adorable » et se souvient de son frère de douze ans, Oscar, comme d'« un garçon affectueux, doux, réservé et rêveur dont le chagrin solitaire et impénétrable a trouvé son expression extérieure dans de longues et fréquentes visites sur la tombe de sa sœur dans le cimetière du village ». Isola est enterrée au cimetière Saint-John de Edgeworthstown.
William s'intéresse au bien-être de ses filles illégitimes, mais ne leur présente probablement jamais leurs demi-frères et sœurs, qui ne sont peut-être pas au courant de leur existence. Le soir d'Halloween, le 31 octobre 1871, moins de cinq ans après la mort d'Isola, Emily et Mary assistent à un bal à Drumaconnor House dans le comté de Monaghan. Vers la fin de la soirée, Andrew Nicholl Reid, leur hôte, invite Emily à danser. Alors qu'ils valsent devant une cheminée à foyer ouvert, la robe à crinoline d'Emily frôle les braises et s'enflamme. Lorsque Mary se précipite au secours de sa sœur, elle met elle aussi le feu à sa propre robe. Des témoins oculaires suggèrent que Reid enroule son manteau autour d'Emily et tente d'éteindre les flammes en la faisant rouler sur le sol à l'extérieur. Décrivant l'incident dans une lettre à son fils William, plusieurs décennies plus tard, John Butler Yeats cite une Mme Hime, une amie présente ce soir-là et qui note la « beauté » des deux jeunes femmes.
Comme en témoignent les dates consignées dans la brève notice parue dans le Northern Standard du 25 novembre 1871, leurs souffrances sont atroces et longues : « MORTES À Drumaconnor, le 8, Mary Wilde. À Drumaconnor, le 21, Emma [sic] Wilde ». Les entrées dans le Coroner's Inquisition Book for County Monaghan suggèrent que cet incident a fait l'objet de deux enquêtes distinctes. La première examine les circonstances de la mort de Mary, la qualifiant tout au long de « Miss Wylie » et son père de « Sir Willm Wylie de Dublin ». Bien que cela ait pu être une simple faute d'orthographe, il est peut-être plus probable qu'il s'agisse d'une tentative délibérée de protéger la réputation de William. Le rapport fait référence à une lettre de celui-ci demandant qu'aucune enquête n'ait lieu : « ceci pourrait avoir des conséquences fatales pour la sœur de la défunte, qui est dangereusement malade des graves brûlures qu'elle a subies en tentant d'éteindre les vêtements brûlants de sa soeur ». Confirmant les détails de la mort de Mary, le médecin légiste conclut que tout a été fait pour la sauver. Emily survit près d'une quinzaine de jours de plus et une deuxième enquête détermine qu'aucune enquête n'est nécessaire puisque les deux sont mortes accidentellement et qu'aucune intervention n'aurait empêché cela. Mary et Emily Wilde sont enterrées dans le cimetière de l'église St Molua à Drumsnat, dans le comté de Monaghan. On lit sur la pierre tombale érigée pour les commémorer : « À la mémoire de 2 sœurs aimantes et bien-aimées Emily Wilde âgée de 24 ans et Mary Wilde âgée de 22 ans qui ont perdu la vie par accident dans cette paroisse en novembre 1871. Elles étaient belles et agréables dans leur vie et dans leur mort elles ne sont pas séparées (II Samuel Chap. I, v 23) ».
William est terriblement bouleversé par la perte de ses filles : Mme Hime insiste sur le fait que ses « gémissements pouvaient être entendus par des personnes en dehors de la maison ». Mme Hime pense que la mère des filles était avec elles lorsqu'elles sont mortes. Durant les vingt années qui suivent, une énigmatique « dame en noir » voyage de Dublin à Monaghan en train, avant de prendre une calèche jusqu'au cimetière de Drumsnat, où elle se tient silencieusement près de leur tombe. Lorsque la marguillière s'interroge sur sa relation avec les jeunes femmes, elle répond qu'elles lui ont été très chères. Bien que l'identité de cette femme voilée n'ait jamais été découverte, il s'agit presque certainement de la même « femme vêtue de noir et étroitement voilée » qui arrive au chevet de William, mourant, cinq ans plus tard.

### Dernières années et mort
Passionné d'histoire, Bram Stoker se réfugie souvent dans le bureau de William lors de la « Conversazione » de Jane, pour écouter des récits d'exploration et d'aventure. William Wilde est un égyptologue passionné. On pense que sa découverte des restes momifiés d'un nain inspire le roman de Bram Stoker The Jewel of the Seven Stars (1903).
À partir du procès, William se rend de plus en plus souvent dans l'ouest de l'Irlande, dans sa maison de Moytura surplombant le Lough Corrib dans le Connemara, dans le comté de Galway. Il y meurt à l'âge de 61 ans le 19 avril 1876, et est enterré au cimetière Mount Jerome à Dublin. Henry Wilson rachète le 1 Merrion Square afin de permettre à Jane de continuer à y habiter.
Le 9 juin 1877, Henry organise un dîner auquel assiste son demi-frère Oscar. Le soir même, il tombe brutalement malade. Il meurt 4 jours plus tard d'une pneumonie, malgré les efforts de six collègues restés à son chevet. Dans une lettre à son ami Reginald Harding, Oscar annonce la mort d'un « cousin », qu'il attribue à un coup de froid. Le décrivant comme « sous la tutelle de son parent Sir William Wilde », une nécrologie du Dublin Journal of Medical Science le présente comme un homme érudit et populaire avec un « caractère bienveillant et joyeux » et une « nature géniale ».
Willie et Oscar sont chefs du cortège aux funérailles. Henry lègue 8 000 livres, sous réserve d'un intérêt viager accordé à deux parentes anonymes, au St-Mark's Ophtamic Hospital, où il a travaillé aux côtés de son père avant de lui succéder en tant que chirurgien chef. Willie hérite de 1 Merron Square et d'une somme de 2000 livres, ce qui lui permet d'y rester avec Jane. Oscar ne reçoit que 100 livres et la moitié de la part de Wilson de la propriété de Illanroe, sous réserve qu'il s'abstienne de se convertir au catholicisme romain pendant au moins cinq ans. Comme cette modeste somme ne lui permet pas de rembourser ses dettes contractées à Oxford, Oscar est obligé de vendre les quatre maisons de Bray que lui a léguées son père.
Par Willie, il est le grand-père de Dorothy Wilde. Par Oscar, il est le grand-père de Cyril Holland et Vyvyan Holland, et l'arrière-grand-père de Merlin Holland.

## Œuvres
- Narrative of a Voyage to Madeira, Tenerife and Along the Shores of the Mediterranean: Including a Visit to Algiers, Egypt, Palestine, Tyre, Rhodes, Telmessus, Cyprus, and Greece (1843)
- The Beauties of the Boyne, and its Tributary, the Blackwater (1849)
- Irish Popular Superstitions (1852)
- Practical observations on aural surgery and the nature and treatment of diseases of the ear (1853)
- Lough Corrib, its Shores and Islands (1867)
- The closing years of the life of Dean Swift
- The Epidemics of Ireland
- « The Early Races of Mankind in Ireland », The Irish Builder (1874)
- Memoir of Gabriel Béranger, and his Labours in the Cause of Irish Art and Antiquities, From 1760 to 1780 (1880)